# Book type

Le book type (anglicisme signifiant littéralement « type de livre ») est un champ de quatre bits présent au début de chaque DVD pour indiquer quel est son format physique, et ainsi permettre au lecteur de déterminer comment il doit être traité.
Il est situé dans le bloc où sont stockées les informations sur le format physique (physical format information), au sein de la zone de contrôle des données (control data zone), dans la zone lead-in.

## Valeurs possibles
Chacun des 4 bits d'un book type pouvant prendre 2 valeurs (0 ou 1), il existe 24 = 16 valeurs de book type possibles. Toutefois, seules 8 d'entre elles sont effectivement utilisées :
|    | Book type | Format de DVD                   | Standard Ecma | Commentaires                                                     |
| -- | --------- | ------------------------------- | ------------- | ---------------------------------------------------------------- |
| 0  | 0000      | DVD-ROM (pressés et non gravés) | 267           | Les DVD-ROM simple et double couche utilisent le même book type. |
| 1  | 0001      | DVD-RAM                         | 272           |                                                                  |
| 2  | 0010      | DVD-R                           | 279           | Les DVD-R simple et double couche utilisent le même book type.   |
| 2  | 0010      | DVD-R DL                        |               | Les DVD-R simple et double couche utilisent le même book type.   |
| 3  | 0011      | DVD-RW                          | 338           |                                                                  |
| 4  | 0100      | non attribué                    |               |                                                                  |
| 5  | 0101      | non attribué                    |               |                                                                  |
| 6  | 0110      | non attribué                    |               |                                                                  |
| 7  | 0111      | non attribué                    |               |                                                                  |
| 8  | 1000      | non attribué                    |               |                                                                  |
| 9  | 1001      | DVD+RW                          | 337           |                                                                  |
| 10 | 1010      | DVD+R                           | 349           |                                                                  |
| 11 | 1011      | non attribué                    |               |                                                                  |
| 12 | 1100      | non attribué                    |               |                                                                  |
| 13 | 1101      | DVD+RW DL                       |               |                                                                  |
| 14 | 1110      | DVD+R DL                        |               |                                                                  |
| 15 | 1111      | non attribué                    |               |                                                                  |

Notes :
- les DVD±R (recordable) sont des DVD enregistrables,
- les DVD±RW (rewritable) sont des DVD réenregistrables,
- les DVD DL (dual layer) sont des DVD double couche, c'est-à-dire de plus grande capacité.

## Problème de compatibilité
Une cause courante d'incompatibilité entre un lecteur et un DVD qui y a été inséré, est l'impossibilité pour le lecteur, en tentant de lire le DVD, de reconnaître son book type, le plus souvent parce que le lecteur a été fabriqué avant que le format du DVD ait été introduit, et donc avant que son book type ait été défini. Par exemple, la plupart des lecteurs de DVD fabriqués avant la mi-2004 ne pourront pas reconnaître le book type des DVD+R DL, car ce format a été introduit après leur fabrication.
Sur les disques aux formats DVD+R, DVD+RW et DVD+R DL, il est possible, grâce à un logiciel, de remplacer leur book type par celui du format DVD-ROM, afin de tromper les lecteurs ne reconnaissant pas les book types plus récents.